# Sozialistische Moderne

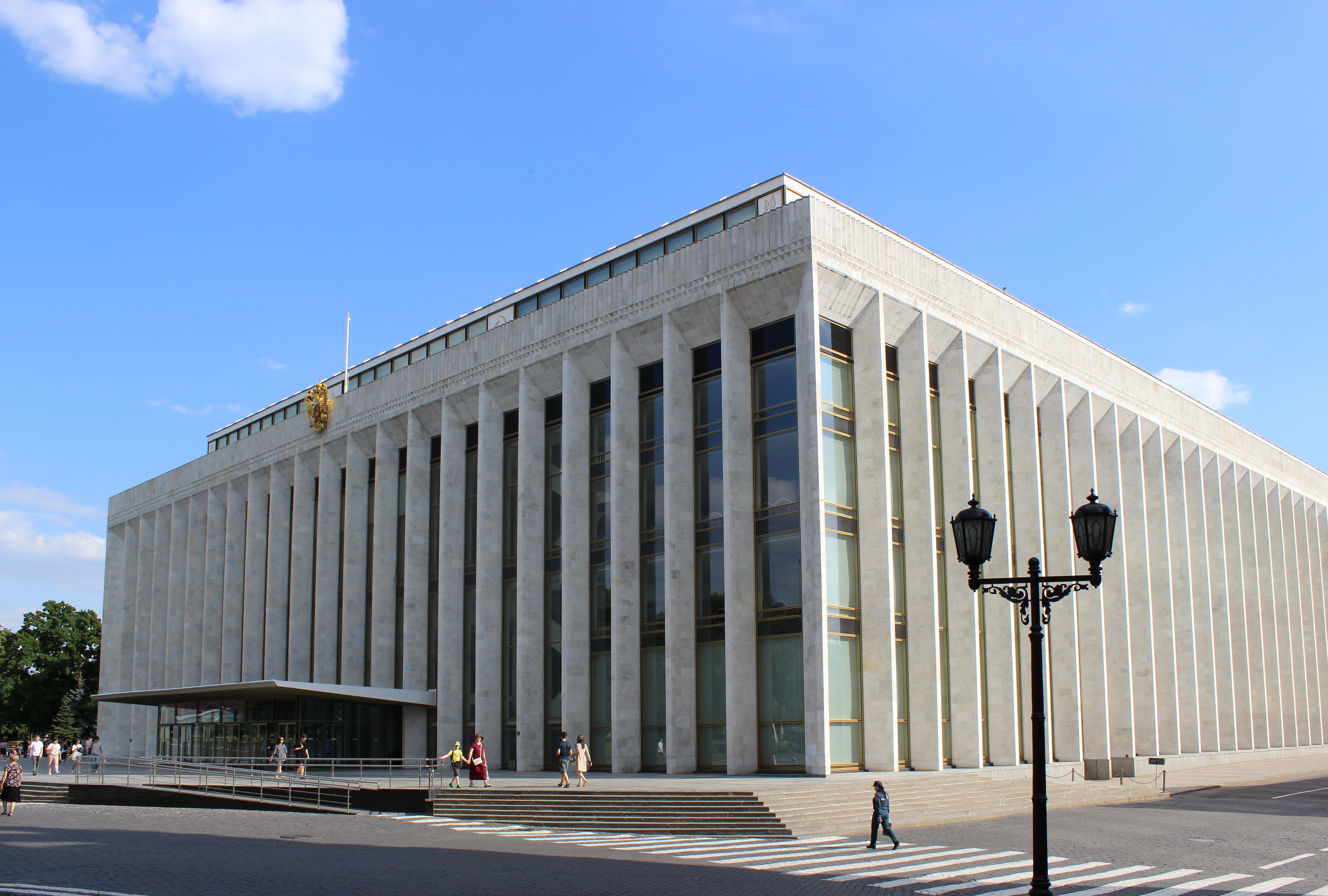
Staatlicher Kremlpalast, Moskau

Die Sozialistische Moderne, auch bekannt als Sozialistischer Modernismus, war ein sowjetischer Architekturstil, der zwischen der zweiten Hälfte der 1950er Jahre und der Auflösung der UdSSR in zahlreichen sozialistischen Staaten Anwendung fand.

## Geschichte und Merkmale
Nach dem Tod Josef Stalins am 5. März 1953 begann sich die Haltung der sowjetischen Führung gegenüber kultur- und architekturpolitischen Fragen zu ändern. Dies kulminierte am 7. Dezember 1954, als auf der Allunionsversammlung der Baumeister die „Praxis der Ausschmückung in der Architektur“ scharfe Kritik seitens Nikita Chruschtschow erntete. Es wurde beschlossen, industrielle Konstruktionsmethoden und Standarddesigns zu entwickeln, das Bautempo zu erhöhen und die Kosteneffizienz zu steigern.
Infolge dieser Ereignisse kam es zu einer Reduktion der Opulenz von Neubauten, die grundlegenden Formen des Sozialistischen Klassizismus wurden jedoch zunächst beibehalten. Daher wurde am 4. November 1955 seitens des Zentralkomitees der KPdSU und des Ministerrats der UdSSR das Dekret Über die Beseitigung von Exzessen in Planung und Bau offiziell verabschiedet. Bereits begonnene Bauten wurden entweder umgestaltet oder abgebrochen und durch den neuen Direktiven entsprechende Projekte ersetzt. Ein Beispiel für diese Vorgehensweise war mitunter die Errichtung des Hotels Rossija auf dem Fundament eines verworfenen Wohnkomplexes.
Die Wurzeln der Sozialistischen Moderne fanden sich einerseits in einer Rückbesinnung auf Elemente des Konstruktivismus, andererseits in einer zunehmenden Orientierung an westlichen Entwicklungen. Die Verfügbarkeit westlicher Fachzeitschriften während der Tauwetter-Periode, sowie Erfahrungsaustausch mit Architekten aus den Volksrepubliken Polen und Ungarn, sowie Kuba ermöglichten eine weitreichende Auseinandersetzung mit den Werken Le Corbusiers und anderer.
Eine weitere Inspirationsquelle war nach verbreiteter Ansicht der Brutalismus. Beide Stile zeichnen sich durch massive, funktionalistische Formen und Strukturen, die Verwendung von Stahlbeton als hauptsächliches Bauelement, sowie durch ihre urbanistische Philosophie in der Gebäudegestaltung aus. Dennoch bestehen deutliche Unterschiede. So fanden in der Sozialistischen Moderne verschiedene Verkleidungsmaterialien, darunter Kalkstein, Marmor, Sandstein und Keramik Gebrauch, während der Brutalismus die Zurschaustellung des rohen, unbearbeiteten Betons betonte. Weitere differenzierende Merkmale waren das häufige Vorhandensein künstlerischer Verzierungen, meist in Form von Mosaiken oder Flachreliefs, sowie konstruktivistisch anmutende großflächige Verglasungen von Fassaden und Treppenhäusern.

## Beispiele

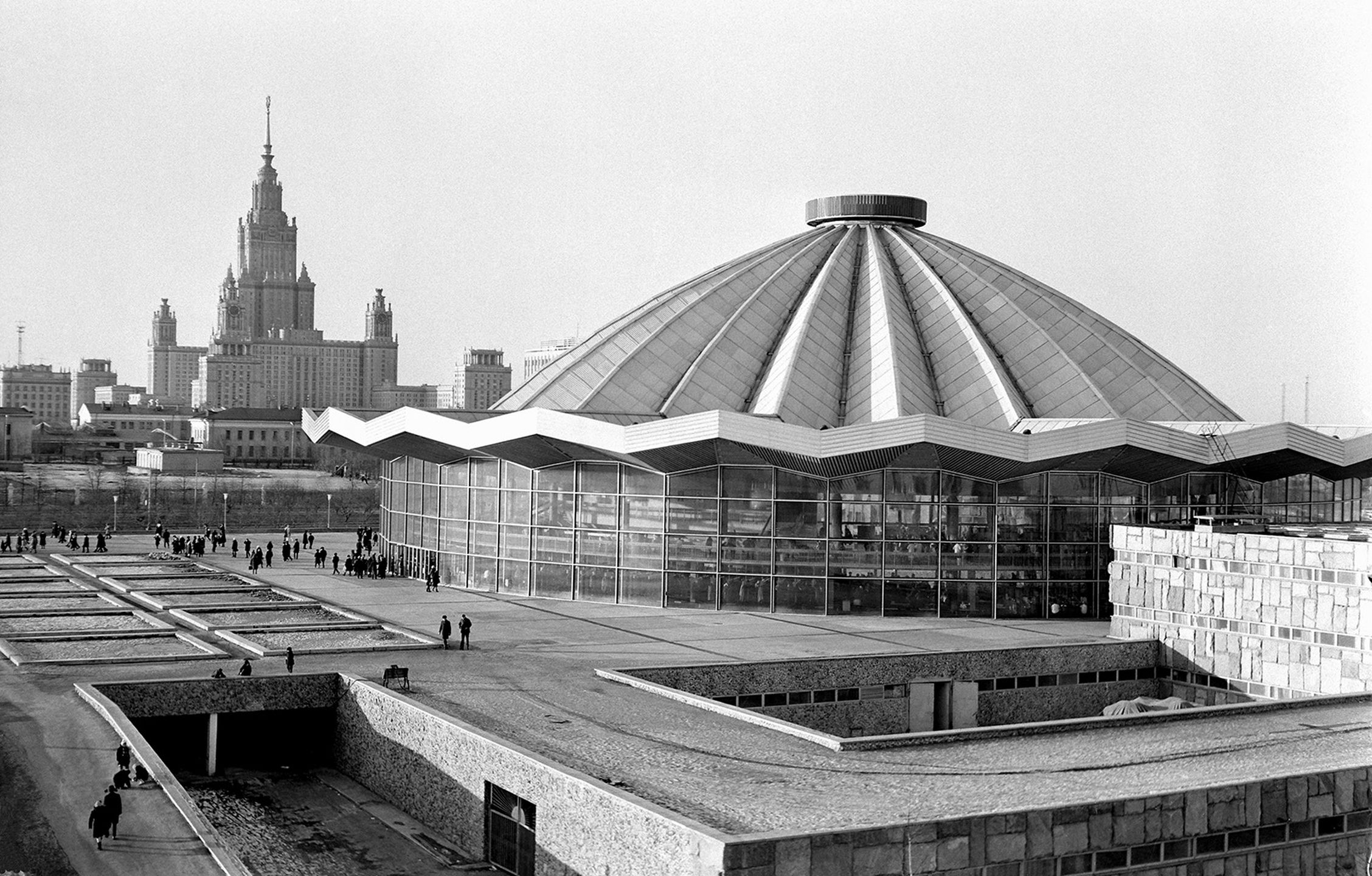
Großer Moskauer Staatszirkus
Sowjetischer Pavillon für die Expo 67
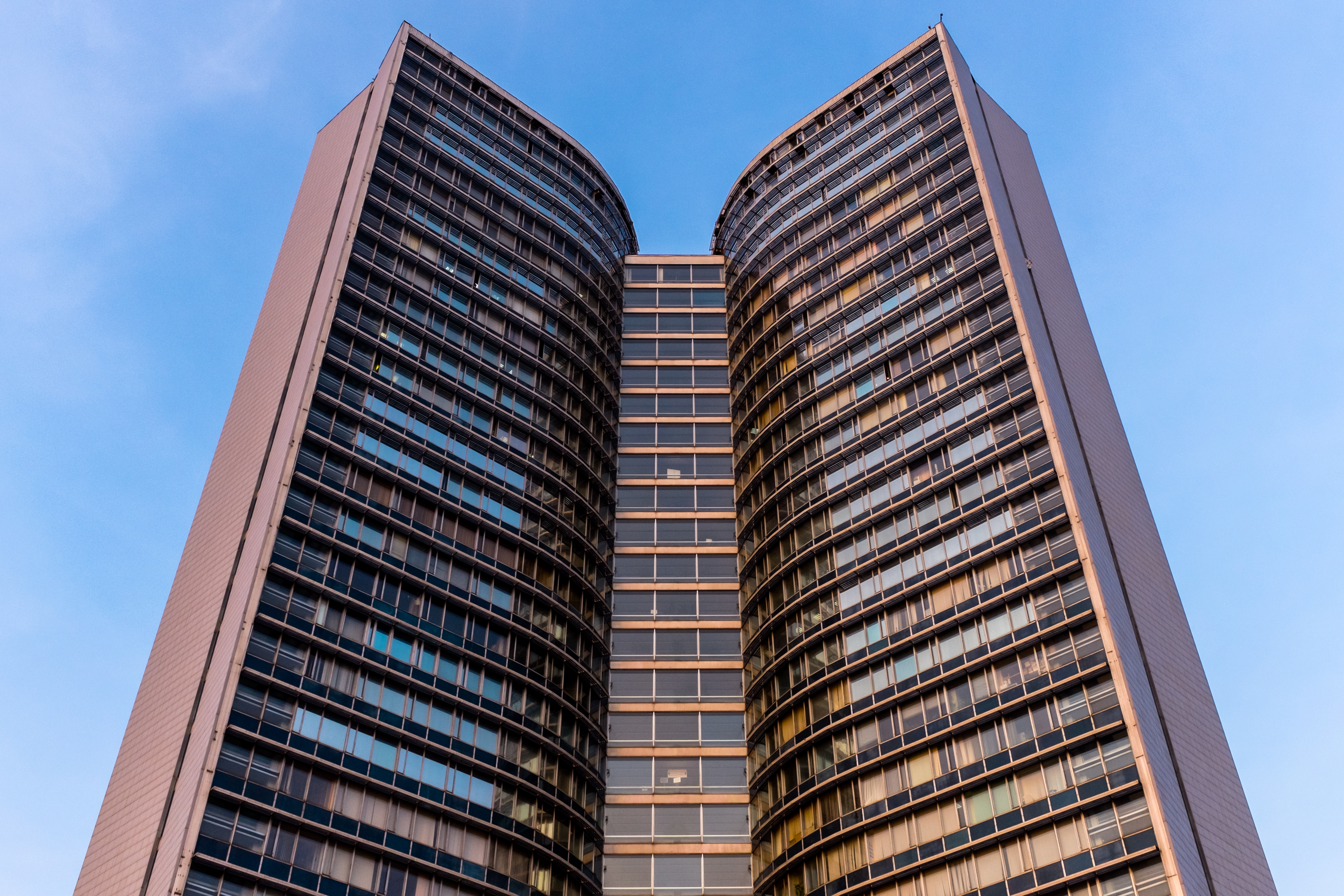
Hauptverwaltungsgebäude des Rates für gegenseitige Wirtschaftshilfe
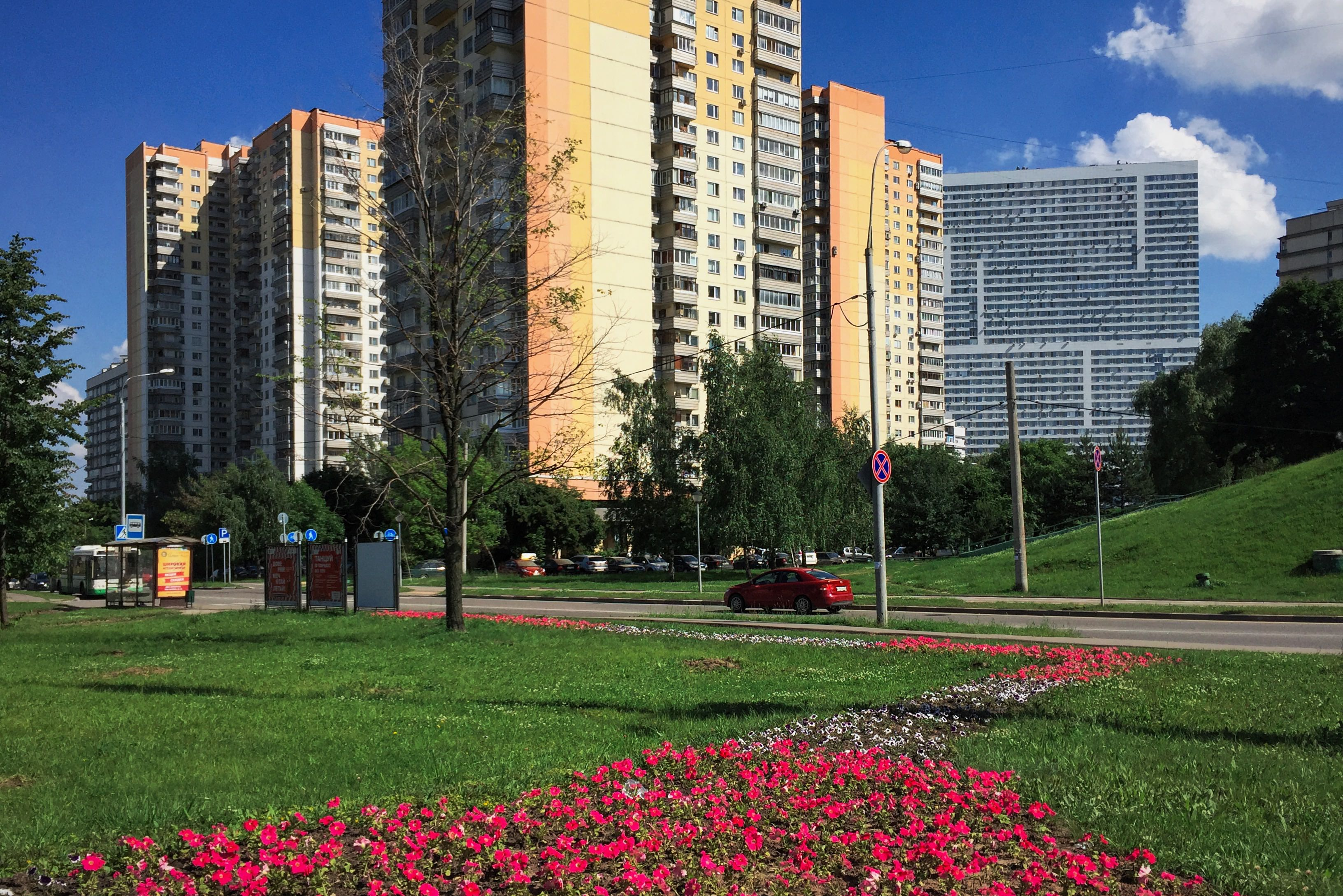
Großwohnsiedlung in Moskau
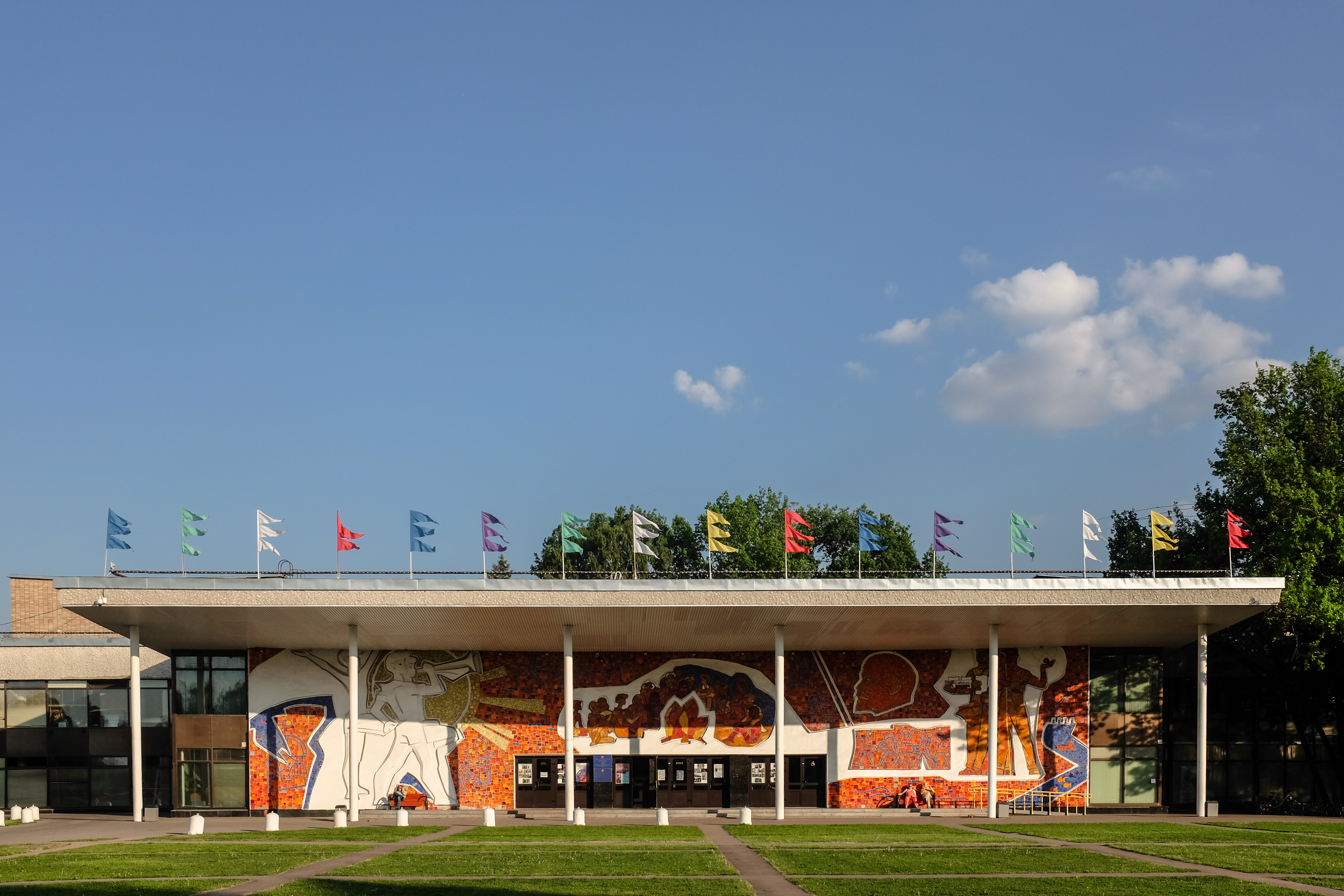
Palast der Jungpioniere, Moskau
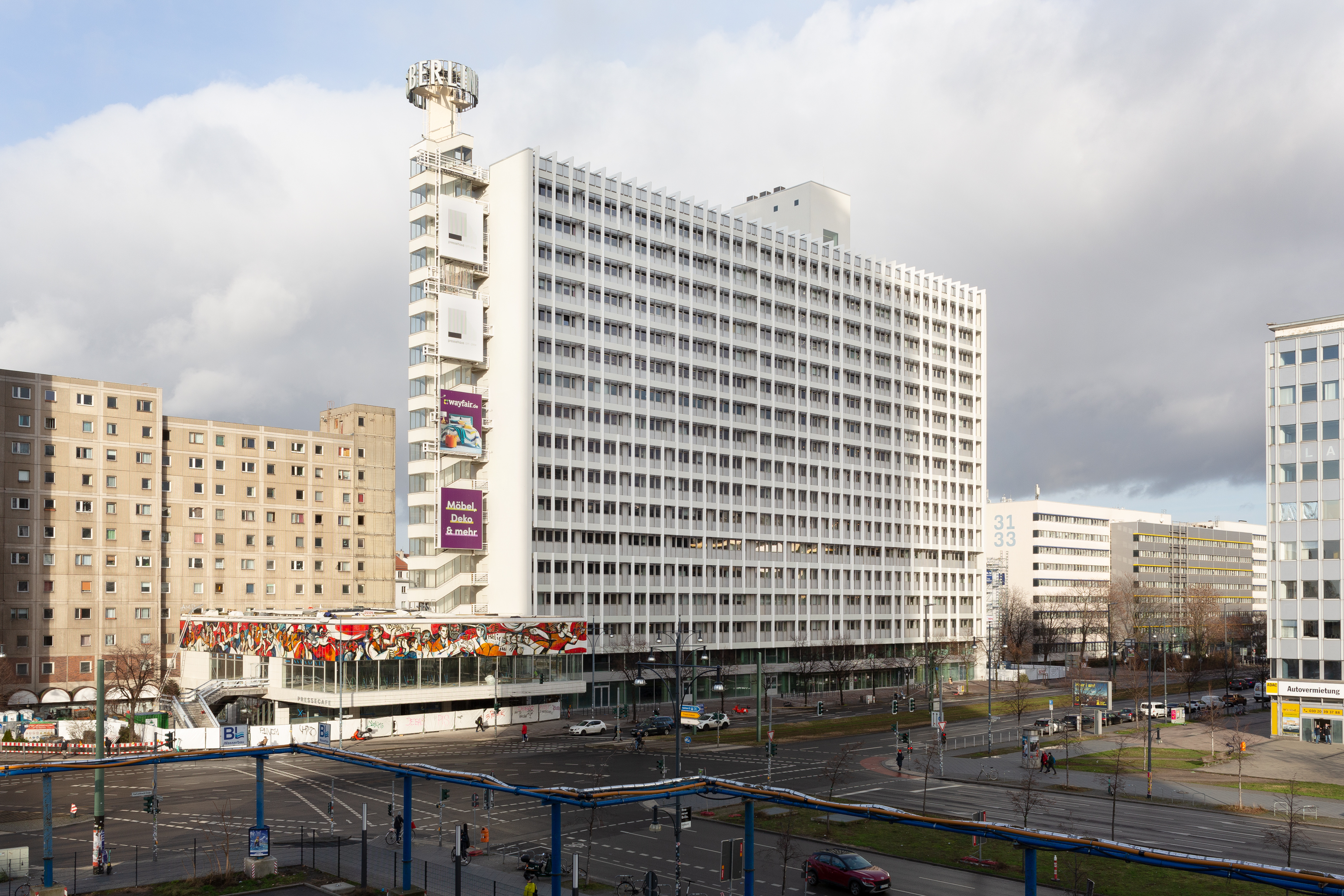
Haus des Berliner Verlages, Berlin-Mitte
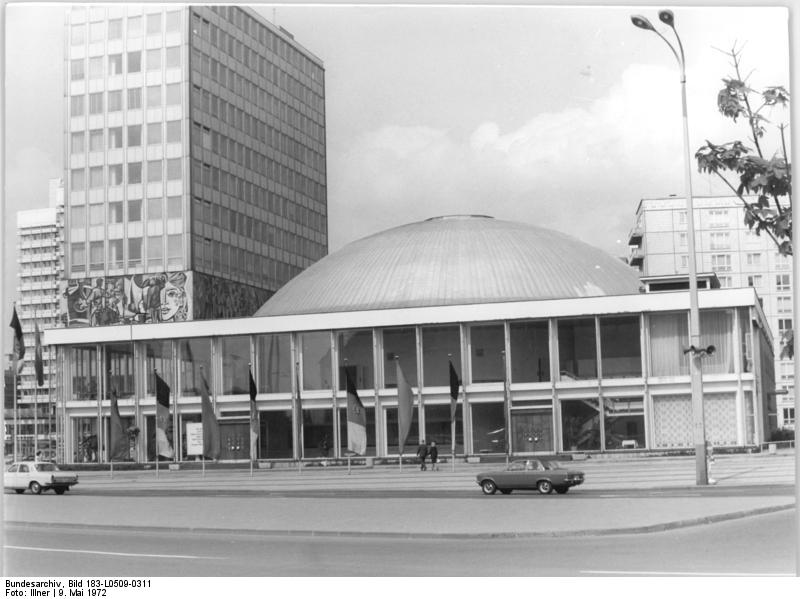
Kongresshalle, Berlin-Mitte
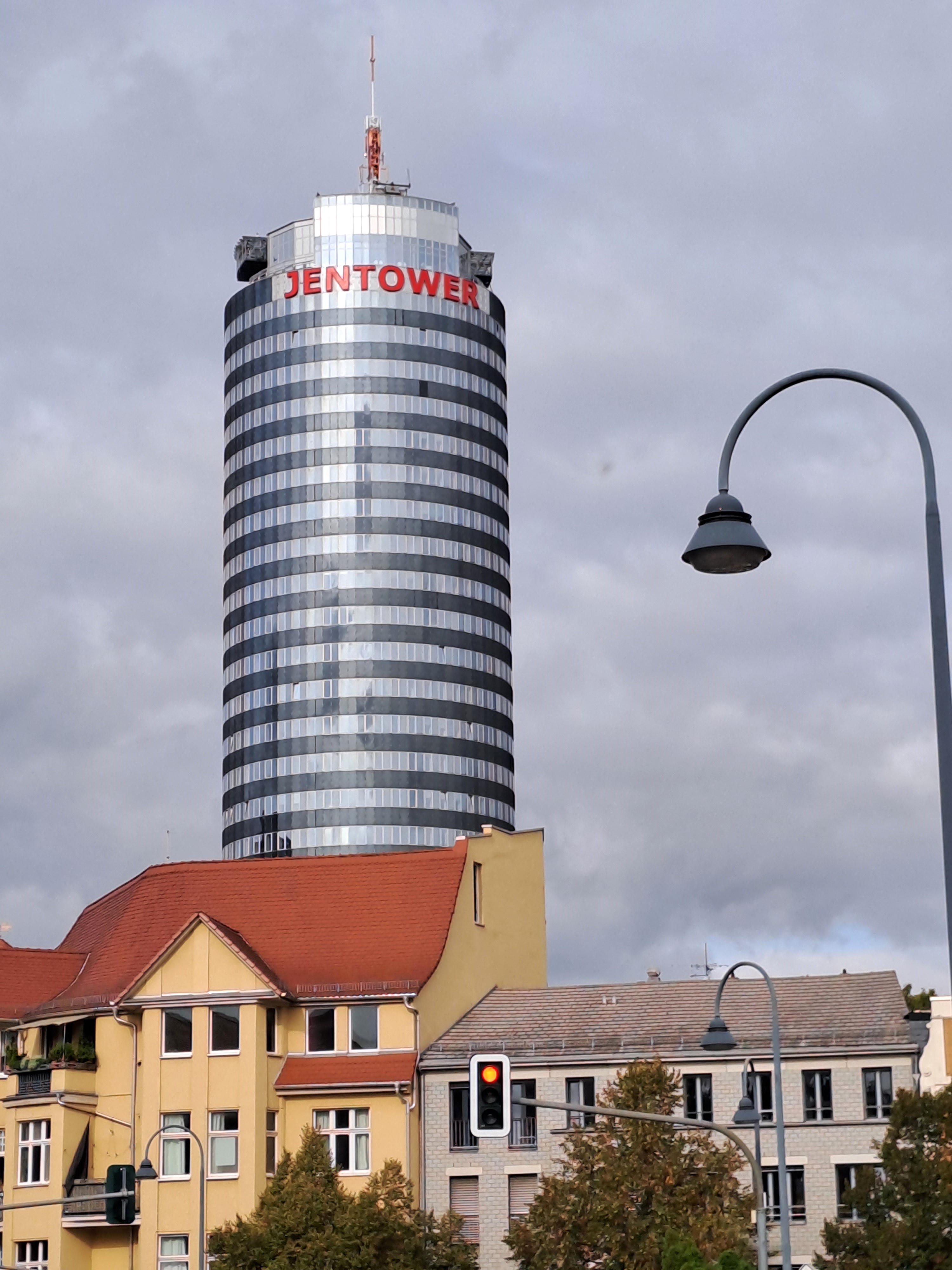
Universitätshochhaus Jena